# 拱洞乡
拱洞乡，是中华人民共和国广西壮族自治区柳州市融水苗族自治县下辖的一个乡镇级行政单位。

## 行政区划
拱洞乡下辖以下地区：
拱洞村、高武村、培基村、广雄村、平卯村、瑶龙村、龙圩村、洋鸟村、大勾村、龙培村和龙令村。

## 中国传统村落
2012年，平卯村被评为首批“中国传统村落”。